# Солунт
Солунт (на латински: Solus, Soluntum) – финикийска колония на северния бряг на Сицилия.
Руините на Солунт се намират на 12 km от съседния Палермо или древен финикийски Понорм – днес на територията на комуната Санта-Флавия (до 1880 г. – Солунто).
Античният град е основан през 8 век пр.н.е. от финикийски колонисти. От 6 век пр.н.е. е неизменно в състава на картагенската конфедерация. По време на Първата пуническа война се предава на римляните и придобива статут на римска муниципия.